# Mesake Vocevoce
Mesake Vocevoce (República de Fiyi, 16 de mayo de 2003) es un jugador profesional fiyiano de rugby que se desempeña en la posición de segunda línea en Fijian Drua, equipo perteneciente a la liga Súper Rugby.

## Carrera
En 2023, Vocevoce se unió al equipo Fijian Drua, donde lleva jugando una temporada. También es parte de la Selección de rugby de Fiyi, anteriormente estaba con la Selección juvenil de rugby de Fiyi 